# Vicky Cristina Barcelona
Vicky Cristina Barcelona je romanticko-dramatická filmová komedie, kterou napsal a režíroval Woody Allen. Film byl natočen roku 2008. Hlavní role obsadily slavné herecké hvězdy Javier Bardem, Penélope Cruzová, Scarlett Johanssonová a Rebecca Hallová.
Příběh vypráví o dvou Američankách, Vicky a Cristině, které tráví léto v Barceloně, ve Španělsku. Jejich dobrodružství začíná v okamžiku, kdy potkají španělského umělce Juana Antonia.
Snímek měl svoji premiéru na prestižním filmovém festivalu v Cannes v květnu 2008. Následně na to byl uveden po celém světě. V České republice ho diváci poprvé mohli spatřit 23. října 2008.

## Zápletka
Příběh začíná, když příjemný hlas Christopher Evan Welch popisuje dvě hlavní hrdinky, nejlepší kamarádky Vicky (Rebecca Hall) a Cristinu (Scarlett Johansson), které přijíždějí na léto do slunné Barcelony. Vicky je dívka s ujasněnou budoucností. Chystá se v Barceloně dopsat svou absolventskou práci a následně na to se vdát. Cristina je naprostý opak, dívka, jež se nebrání novým zážitkům, zkušenostem. Vyhledává drama, která zpestří její život. V Barceloně jsou ubytované u vzdálené příbuzné Vicky, u Judy (Patricia Clarkson) a jejího manžela Marka (Kevin Dunn).
Jeden večer dívky navštíví vernisáž v místní galerii. Zde potkají poprvé pohledného, charismatického malíře Juana Antonia (Javier Bardem). Cristinu zaujme hned na první pohled a začne se na něj vyptávat. Od Judy zjistí dramatický příběh o bouřlivém vztahu Juana a jeho ženy, Marie Eleny (Penélope Cruzová), který vyústil až v touhu se navzájem zabít. Tento fakt Cristininu touhu poznat tohoto malíře ještě více posílí. Ještě tutéž noc jdou Cristina a Vicky na večeři, kde nečekaně potkávají Juana Antonia. V krátké době dostávají od charismatického Juana nabídku letět s ním do městečka Oviedo. Víkend za účelem poznání krásného historického městečka, ochutnání skvělého vína a jídla a milování ve třech. Poslední nabídka Vicky urazí a razantně odmítá. Cristina naopak je nadšena a souhlasí. Nakonec obě dívky svolí a odletí s Juanem.
První den proběhne velice úspěšně. Juan Antonio je skvělý průvodce, ukazuje krásy Ovieda, zajímavá místa se skvělým jídlem a pitím. Vypráví dramatický příběh svého manželství s Marií Elenou, se svou životní láskou. Na závěr dne Juan Antonio navrhne dívkám sdílení své postele spolu s ním. Vicky opět razantně odmítá. Cristina přijímá. Ovšem těsně před ulehnutím Cristiny a Juana Antonia do postele se Cristině udělá zle. Následující dny Juan Antoino prožívá pouze s Vicky, Cristina zůstává v hotelovém pokoji. Vicky pozná další krásná místa Ovieda včetně otce Juana, starého básníka. Poslední noc se pro Vicky stane záhadným způsobem neuvěřitelně romantická, podlehne Juanu Antoinovi a pomiluje se s ním.
Následný den se všichni tři vrací. Vicky svou noc Cristině zamlčí. Po návratu uběhne několik dní, během nichž se Juan Antoinio neozývá ani Cristině ani Vicky. Jednoho dne se ozve Cristině, která je z něho nadšena. Od té chvíle jí vyjadřuje náklonnost a podniká s ní jednu akci za druhou. Cristina je šťastná.
Zanedlouho přijíždí za Vicky její snoubenec Doug (Chris Messina), jenž naplánoval svatbu ve Španělsku. Tak se i stane. Mezitím Cristina žije s Juanem Antoiniem. Jejich vztah plyne normálně až do chvíle, kdy Juanovi volají z nemocnice. Jeho životní láska a žena Marie Elena se pokusila o sebevraždu. Juan se rozhodne ji ubytovat u sebe. Cristina není nadšena, ale souhlasí. Po čase se ukazuje, že Mariina přítomnost vztahu jenom přispívá. Nakonec se z nich stává milenecká trojice.
Příběh se později opět vrací k Vicky a to ve chvíli, kdy začíná váhat ve svém manželství s Dougem. To umocní ještě nechtěné zahlédnutí Judy, která se líbá s cizím mužem. Následně Vicky zjišťuje, že Judy byla téměř celý život v manželství s Markem nešťastná. Vicky nechce udělat stejnou chybu jako Judy a tak se rozhodne spatřit Juana Antoina ještě jednou. V té době už je Juan Antoinio zase sám. Cristina opustila trojici, protože se začala cítit nejistá a nespokojená. Později mezi Marií Elenou a Juanem Antoinem vypukly opět bouřlivé hádky, až Marie Elena odchází.
Další den se Juan a Vicky sejdou v jeho ateliéru. Juan vyzná Vicky lásku a začne ji líbat. Situace se dramaticky vyhrotí vpádem Marii Eleny se zbraní. Vicky je nechtěně postřelena do dlaně.
Příběh končí. Vicky, Cristina a Doug odlétají do USA. Vicky nikdy Dougovi neřekla pravdu o svém zranění. Vše se vrací do normálu. Vicky a Doug mají svůj manželský svět a Cristina je opět na začátku sebenalezení. Celý příběh tedy končí přesně tam, kde začal.

## Obsazení
- Javier Bardem – Juan Antonio Gonzalo
- Rebecca Hallová – Vicky
- Penélope Cruzová – María Elena
- Scarlett Johanssonová – Cristina
- Chris Messina – Doug
- Patricia Clarkson – Judy Nash
- Kevin Dunn – Mark Nash

## Recenze
Film vydělal kolem 90 miliónu dolarů po celém světě, přičemž jeho rozpočet byl 20 miliónů dolarů. Tím se stal jedním z nejziskovějších filmů Woodyho Allena.
- Time – Richard Corliss: „Penelope Cruzová zahrála jednu z jejich nejctěnějších, nejplnějších charakterů.“

- Los Angeles Times – Pete Hammond: „Je to jednoduše Woodyho nejlepší komedie za tento rok… Jeho hvězdy opravdu zářily, zvláštní a velmi komický Javier Bardem, Scarlett Johansson, Rebecca Hall, Patricia Clarkson a ze všech nejlepší Penelope Cruzová.“

- Variety – Todd McCarthy: „Sexy a vtipné.“

- Ebert&Roeper – Richard Roeper: „Vášnivé, šílené a sexy. Penelope Cruzová je ohromující. Podívejte se!“

## Ocenění a nominace
- Oscar '08 – vedlejší herečka (P. Cruzová)
- Zlaté glóby – film (komedie/muzikál); nominace: herec v komedii/muzikálu (J. Bardem), herečka v komedii/muzikálu (R. Hall), vedlejší herečka (P. Cruzová)
- BAFTA – vedlejší herečka (P. Cruzová)
- Boston Society of Film Critics Awards – vedlejší herečka (P. Cruzová)
- Gaudí Awards – nekatalánský film, hudba, vedlejší herečka (P. Cruzová)
- Gotham Awards – herecký ansámbl
- Goya Awards – vedlejší herečka (P. Cruzová)
- Independent Spirit Awards – scénář, vedlejší herečka (P. Cruzová)
- Kansas City Film Critics Circle Awards – vedlejší herečka (P. Cruzová)
- Los Angeles Film Critics Association Awards – vedlejší herečka (P. Cruzová)
- National Board of Review – vedlejší herečka (P. Cruzová)
- New York Film Critics Circle Awards – vedlejší herečka (P. Cruzová)